# فرودگاه محلی استیلواتر
فرودگاه محلی استیلواتر (به انگلیسی: Stillwater Regional Airport) (به زبان بومی: Searcy Field) یک فرودگاه همگانی بهره‌برداری هوایی با کد یاتا SWO است که یک باند فرود بتن دارد و طول باند آن ۲۲۵۶ متر است. این فرودگاه در کشور ایالات متحده آمریکا قرار دارد و در ارتفاع ۳۰۵ متری از سطح دریا واقع شده است.

## شرکت‌های هواپیمایی و مقصدهای پروازی

### مسافری
| شرکت‌های هواپیمایی | مقصدهای پروازی |
| ----------------- | -------------- |
| امریکن ایگل       | دالاس‌فورت وورث |

| Rank | Airport        | Passengers | Airline        |
| ---- | -------------- | ---------- | -------------- |
| 1    | دالاس-فورت ورث | 19,760     | American Eagle |